# Kleinasiatischer Braunfrosch
Der Kleinasiatische Braunfrosch (Rana macrocnemis) gehört innerhalb der Ordnung der Froschlurche zur Familie der Echten Frösche und ebenso zur Gattung der Echten Frösche. Außerdem wird er nach Aussehen, Lebensweise und Verwandtschaftsbeziehungen zur Gruppe der Braunfrösche gerechnet. Sein Verbreitungsgebiet reicht vom Kaukasus bis in die Türkei und in den Iran.

## Merkmale
Es handelt sich um einen langbeinigen Braunfrosch mit gerundeter oder mäßig zugespitzter Schnauze. Die Haut ist relativ glatt. Die Oberseite ist olivgrün, gräulich, dunkelviolett, orange-rosa, rötlich oder braun gefärbt. Eine Zeichnung aus dunklen Flecken kann in ihrer Anordnung, der Größe und der Anzahl der Flecken variieren. Auf der Rückenmitte kann eine helle Längslinie angedeutet sein oder auch fehlen. Die Bauchseite ist normalerweise zeichnungslos und rosa bis orange-rot gefärbt, manchmal auch weißlich oder gelblich. Die Kehle zeigt eine weiße oder graue Färbung und ist gelegentlich gepunktet. Diese Zeichnung reicht bei einigen Exemplaren auch bis auf die Brust. Die Männchen besitzen zur Laichzeit Brunstschwielen am jeweils ersten Finger und verfügen über innere Schallblasen.

## Verbreitung und Lebensraum
Das Verbreitungsgebiet des Kleinasiatischen Braunfroschs reicht vom Kaukasus über Anatolien bis in den Iran. Eine isolierte Population findet sich in der Stavropolskii-Region in den Strizhament-Gebirgen im europäischen Teil Russlands, eine weitere im Bereich der Seen Karagöl und Çiniligöl im Bolkar Dagi (Niğde, Türkei). Diese gelten als Relikte einer ursprünglich weiteren Verbreitung der Art. Aus dem Irak liegen nur zwei Fundmeldungen vor. Die größte Abundanz ist im Kaukasus zu beobachten.
Die Höhenverbreitung reicht von 1000 bis 2300 Metern. Dabei kommt die Art in krautreichen Laub- und Mischwäldern, Sumpfgebieten, Steppen, subalpinen und alpinen Regionen vor. In trockenen Gebieten leben die erwachsenen Tiere immer in der Nähe von permanenten Gewässern wie Seen, Teichen, Flüssen, Gräben und Flusskolken. Die Laichplätze können sowohl in Ruhigwasserstellen von Fließgewässern als auch in Stillgewässern liegen.

## Fortpflanzung und Individualentwicklung
Die Überwinterung findet je nach Lebensraumbedingungen aquatisch oder auch terrestrisch statt und beginnt, abhängig von der Höhenlage, Ende September bis Anfang November und endet zwischen Februar und Mai. Danach wandern die geschlechtsreifen Frösche zum Laichgewässer, wobei sie sich schon unterwegs verpaaren (axillarer Amplexus) oder auch erst direkt am Laichplatz. Die Hauptlaichphase liegt um die Monate April/Mai. Ein Weibchen produziert einen einzelnen Laichballen mit 580 bis 3500 Eiern. Die Kaulquappen erreichen je nach Höhenlage und Wassertemperaturen zwischen Ende Mai und Anfang Oktober die Metamorphose, meist ist dies aber in den Monaten Juni/Juli der Fall. In kalten, tiefen Gewässern kann es gelegentlich zur Überwinterung der Larven kommen. Die Geschlechtsreife erreichen die Frösche im zweiten oder dritten Lebensjahr.

## Systematik
Der taxonomische Status der Braunfrösche des Kaukasus, Kleinasiens und angrenzender Regionen wird kontrovers diskutiert. Wegen größerer morphologischer Abweichungen wird manchmal eine weitere Art, Rana camerani, unterschieden. Diese Variabilität kann aber auch innerartlich interpretiert werden, zumal beide Formen weder geografisch isoliert noch in ihrer Reproduktion getrennt sind. Auch eine früher differenzierte Art Rana holtzi wird inzwischen von den meisten Autoren Rana macrocnemis mit zugerechnet. Beide Formen werden dabei gelegentlich als Unterarten aufgefasst. Demzufolge gäbe es drei Unterarten – R. macrocnemis macrocnemis, R. macrocnemis camerani und R. macrocnemis holtzi –, während weitere frühere Unterarten inzwischen als eigene Arten Rana tavasensis und Rana pseudodalmatina angesehen werden. Inzwischen werden die Unterarten aufgrund genetischer Untersuchungen in der Regel nicht mehr anerkannt und wurden synonymisiert.

## Gefährdung
Der Kleinasiatische Braunfrosch wird in der Roten Liste gefährdeter Arten der IUCN als nicht gefährdet („Least Concern“) eingestuft, weil er über ein relativ großes Verbreitungsgebiet verfügt, eine größere Anpassungsfähigkeit gegenüber Lebensraumveränderungen sowie eine verhältnismäßig große Gesamtpopulation angenommen wird. Die Hauptgefährdung für diese Art geht vom Lebensraumverlust aus, der durch die zunehmende Veränderung der Habitate durch Landwirtschaft und Besiedlung erfolgt.

## Belege
1. 1 2 3 4 5  Artporträt bei Amphibiaweb.org abgerufen am 1. August 2008
2. ↑  Christian Langner, Markus Auer, Farhad Ahmed Khudhur (2023): Zweiter belegter Nachweis von Rana macrocnemis (sensu lato) Boulenger, 1885 für den Irak. Sauria 45 (2): 57–60.
3. ↑  Rana macrocnemis Boulenger, 1885. Datenblatt bei Amphibian Species of the World 6.2, an Online Reference, herausgegeben vom American Museum of Natural History, abgerufen am 27. März 2024.
4. ↑  M. Veith, J.F. Schmidtler, J. Kosuch, I. Baran, A. Seitz (2003): Palaeoclimatic changes explain Anatolian mountain frog evolution: a test for alternating vicariance and dispersal events. Molecular Ecology 12: 185-199.
5. ↑  Tuğba Ergül Kalaycı, Gökhan Kalaycı, Nurhayat Özdemir (2017): Phylogeny and systematics of Anatolian mountain frogs. Biochemical Systematics and Ecology 73: 26-34. doi:10.1016/j.bse.2017.06.001
6. 1 2  Rana macrocnemis in der Roten Liste gefährdeter Arten der IUCN 2023. Abgerufen am 27. März 2024.